# Maksym Mazuryk
Maksym Mazuryk (Ucrania, 2 de abril de 1983) es un atleta ucraniano, especialista en la prueba de salto con pértiga en la que llegó a ser subcampeón europeo en 2010.

## Carrera deportiva
En el Campeonato Europeo de Atletismo de 2010 ganó la medalla de plata en el salto con pértiga, saltando por encima de 5.80 metros, tras el francés Renaud Lavillenie (oro con 5.85 m) y por delante del polaco Przemysław Czerwiński (bronce con 5.75 m).